# Corey Harris
Corey Harris, född 21 februari 1969 i Denver, Colorado, är en amerikansk blues- och reggaemusiker.

## Biografi
Corey Harris är född och uppvuxen nära Denver, Colorado.
Hans debutskiva Between Midnight and Day släpptes 1995 och inkluderade covers av Sleepy John Estes, Fred McDowell, Charlie Patton, Muddy Waters, och Booker White.
År 2002 samarbetande han med Ali Farka Toure på hans album Mississippi to Mali, en sammansmältning av blues and Farkas musik från norra Mali. År 2003 medverkade han på skivbolaget NorthernBlues samlingsskiva Johnny's Blues: A Tribute To Johnny Cash.
Harris har varit bosatt och rest mycket i Västafrika, vilket haft stor inverkan på hans musik. Han har turnerat extensivt genom  Europa, Kanada, Västafrika, Japan och Australien. Han är känd för sin solobaserade akustiska musik liksom sin medverkan i olika grupper. Hans nuvarande band kallas the Rasta Blues Experience. Han har också arbetat som språklärare i engelska och franska.

## Diskografi

### Som soloartist
- 1995 – Between Midnight and Day (Alligator)
- 1997 – Fish Ain't Bitin (Alligator)
- 1999 – Greens from the Garden (Alligator)
- 2000 – Vu-Du Menz (Alligator)
- 2001 – Live at Starr Hill
- 2002 – Downhome Sophisticate (Rounder Records)
- 2003 – Mississippi to Mali (Rounder)
- 2005 – Daily Bread (Rounder)
- 2007 – Zion Crossroads (Telarc)
- 2009 – blu.black (Telarc)
- 2011 – Father Sun Mother Earth (Njumba)
- 2013 – Fulton Blues
- 2013 – Rasta Blues Experience Live
- 2014 – Fulton Blues (Deluxe Edition)
- 2015 – Live! from Turtle Island

### Som medverkande artist
- 1998 – Mermaid Avenue[2]
- 2000 – Mermaid Avenue, vol. 2
- 2003 – Johnny's Blues: A Tribute To Johnny Cash (Northern Blues)[3]
- 2005 – Come to the Mountain: Old Time Music for Modern Times